# Gösta Nordblad
Filip Gösta Mauritz Nordblad, född 10 augusti 1897 i Eslöv, död 9 juli 1940 i Högalids församling, Stockholm, var en svensk målare och tecknare från Helsingborg. 
Nordblad målade och tecknade i ett stort antal genrer: porträtt, stilleben, nakenstudier, skog, öppna landskap, vattenfall, bymotiv, stadsmotiv, industriella miljöer, religiösa motiv, klassiska motiv, folksagemotiv, sällskapsmotiv i Sverige, Frankrike, Tyskland, Italien och Österrike. Han var Jenny Lind-stipendiat i Paris och förstapristagare vid en tävlan om en altartavla i Gustav Adolfskyrkan i Helsingborg. Hans omfattande produktion exponerades vid separatutställningar i Helsingborg 1927, Göteborgs konstmuseum 1928, Stockholm 1928 och 1945. Den sistnämnda utställningen omfattade 541 verk. En del av dessa var till salu, andra var inlånade under utställningen. Alla dessa verk utgjorde blott en del av hans totala produktion. Nordblad finns representerad vid Nationalmuseum i Stockholm och Norrköpings konstmuseum.  
Farfadern husaren Per Nordblad (född 1830) antog namnet Nordblad ca 1850.